# Войткова
Войткова (пол. Wojtkowa) — бойківське село в Польщі, у гміні Устрики-Долішні Бещадського повіту Підкарпатського воєводства.
Населення — 473 особи (2011).

## Розташування
Знаходиться за 9 км від кордону з Україною. В селі протікає річка Вігор. Через село пролягає воєводська дорога № 890.

## Історія села
У 1772 році після першого розподілу Польщі село відійшло до імперії Габсбургів, входило до провінції Королівство Галичини та Володимирії. У 1880 році було в селі (разом із присілком Нетребка) 89 житлових будинків і 564 мешканці та 24 будинки і 160 мешканців у панському дворі, з них 477 греко-католиків, 182 римо-католиків і 65 юдеїв. Діяла також школа і лісопильня, яка за рік переробляла 1200 м³ деревини і виробляла 800 м³ дощок, лат і брусів.
Після розпаду Австро-Угорщини і утворення 1 листопада 1918 р. Західноукраїнської Народної Республіки це переважно населене українцями село було окуповане Польщею. На 1.01.1939 р. в селі проживало 1270 мешканців, з них 710 українців-грекокатоликів, 360 українців-римокатоликів, 100 поляків (переважно прибулі після парцеляції панських земель), 100 євреїв. Було адміністративним центром ґміни Войткова Добромильського повіту Львівського воєводства.
Після початку Другої світової війни 13 вересня 1939 року війська Третього Рейху увійшли в село, та після вторгнення СРСР до Польщі 27 вересня увійшли радянські війська і Войткова, що знаходиться на правому, східному березі Сяну, разом з іншими навколишніми селами відійшла до СРСР та ввійшла до складу утвореної 27 листопада 1939 року Дрогобицької області УРСР (обласний центр — місто Дрогобич).
26 червня 1941 року в околицях села точились радянсько-словацькі бої.
Наприкінці липня 1944 року село було зайняте Червоною Армією. 13 серпня розпочато насильну мобілізацію українського населення Дрогобицької області до Червоної Армії. В березні 1945 року, у рамках підготовки до підписання Радянсько-польського договору про державний кордон зі складу Дрогобицької області правобережжя Сяну включно з селом було передане до складу Польщі. Розпочалося виселення українців з рідної землі. Українці чинили опір участю в підпіллі та УПА. Вирувало пекло польського терору проти українців. Польською міліцією було вбито і закатовано коло 40 українців. За це 26 вересня 1946 р. відділом УПА спалений будинок відділку міліції разом із 13 міліціонерами в ньому, спалено також панський двір з метою недопущення розміщення в ньому гарнізону польської армії.
Українське населення села, якому вдалося уникнути депортації до СРСР, попало в 1947 році під етнічну чистку під час проведення Операції «Вісла» і було виселено на ті території у західній та північній частині польської держави, що до 1945 належали Німеччині.
У 1975-1998 роках село належало до Кросненського воєводства.

## Демографія
Демографічна структура станом на 31 березня 2011 року:
|          | Загалом | Допрацездатний вік | Працездатний вік | Постпрацездатний вік |
| -------- | ------- | ------------------ | ---------------- | -------------------- |
| Чоловіки | 235     | 60                 | 157              | 18                   |
| Жінки    | 238     | 63                 | 137              | 38                   |
| Разом    | 473     | 123                | 294              | 56                   |

## Церква Різдва Пресвятої Богородиці

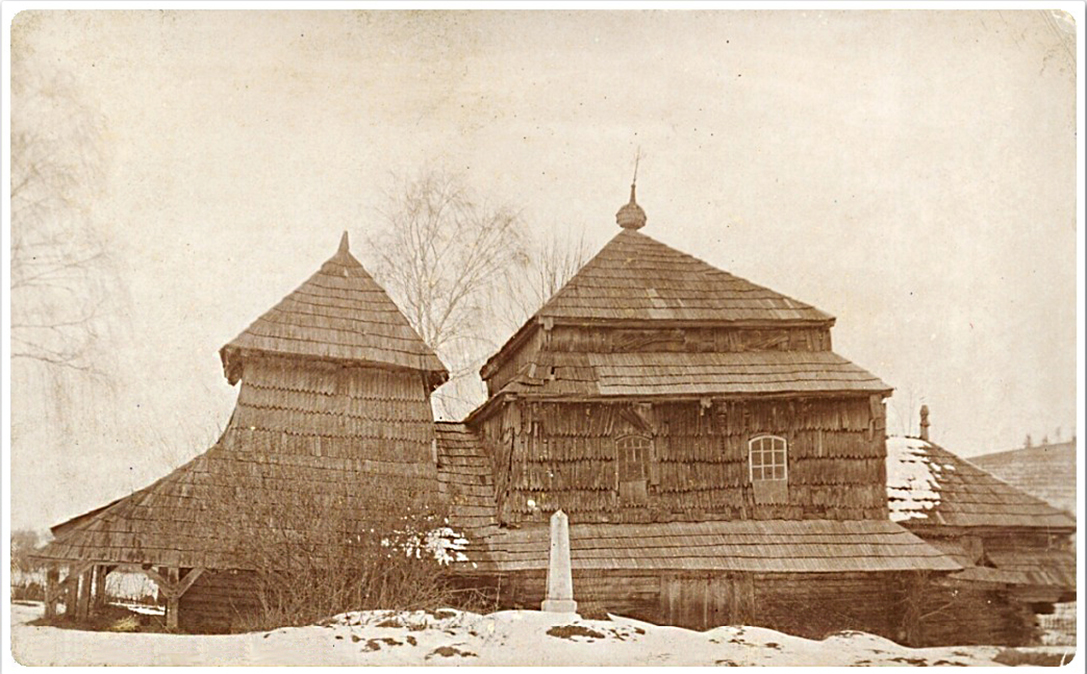
Давня, неіснуюча церква села Войткова побудована у XVIII cт., розібрана 1910 р. (Фото 1910 р.)

В селі була дерев’яна парафіяльна греко-католицька церква Різдва Пресвятої Богородиці, побудована в 1910 році на місці попередньої церкви з 1734 р. Церква належала до Бірчанського деканату Перемишльської єпархії. Після другої світової війни (після виселення українців) церква використовувалась як склад мінеральних добрив, а з 1973 р. — як костел.

## Пам’ятки
- Мурований млин XIX ст.
- Мурована капличка 1890 р.